# Гашун-Бургуста
Гашун-Бургуста (калм. Һашун Бурһуста) — посёлок (сельского типа) в Кетченеровском районе Калмыкии, административный центр и единственный населённый пункт Гашун-Бургустинского сельского муниципального образования.
Основан в 1920-е годы.
Население — 404 (2021).

## Название
Название посёлка производно от составного гидронима (названия реки) Гашун-Бургуста и может быть переведено как «горько-солёная вербовая» (калм. Һашун — горький; солёный; кислый и калм. Бурһуста — место, где растёт верба (совм. п от калм. бурһсн — верба))

## История
На территории смо располагалась ставка нойона Джамба-тайши Тундутова, 
Зайсанга Дорджи Кутузова.
Посёлок возник в 1920-е годы в урочище Гаврушкин Булук по обоим берегам реки Гашун-Бургуста в рамках политики обоседлания коренного населения. По воспоминаниям старожилов уже в 1922 году была открыта двуклассная начальная школа. Посёлок получил название Ики-Гол (калм. Ики Һол — большая река)
В 1925—1926 годах на территории Гашун-Бургустинского сельского Совета была организована земледельческая артель «Новая жизнь», на базе которой в начале 30-х годов был создан колхоз «Красный партизан». Здесь было построено здание сельского совета, магазин, потребительской кооперации, правление колхоза. Колхоз имел дойный гурт в 30-40 голов коров. В 1934 году в колхозе «Красный партизан» впервые появляется трактор, в 1935 году колхоз имел уже 6 тракторов, 1 автомашину, 300 голов крупного рогатого скота, 2000 голов овец,40-50 волов и т. д.
В 1930 году, после разукрупнения Абганеровского аймака, посёлок стал центром Гашун-Бургустинского сельского совета, объединивших более 20 мелких хотонов (Салбура, Хясин, Булукта, Бельчир, Хюре Сала и др.). К концу 1936 года на территории Гашун-Бургустинского сельского Совета проживали 1235 человек. В годы Великой Отечественной войны на фронт ушло более 80 жителей села.
Нойнахинцы до ссылке в Сибирь вели кочевой образ жизни. В 1939 году насчитывалось в Гашун-Бургусте 30 домов, магазин, сельсовет, школа.
28 декабря 1943 года, как и из других населённых пунктов Калмыцкой АССР, из Гашун-Бургусты было депортировано основное население — калмыки. Территория вошла в состав Никольского района Астраханской области, колхоз «Красный партизан» и сельский Совет в 1944 году были упразднены. На территории расформированного колхоза был создан мясосовхоз «Обильный». Судя по всему, спустя некоторое время это же название было присвоено и населённому пункту. На административной карте Астраханской области 1956 года обозначен как посёлок Обильный. После возвращения в 1957 году калмыцкого народа из незаконной ссылки совхоз «Обильный» был объединен с совхозом «Сухотинский», а поселок стал фермой № 4 последнего.
В 1961 году поселку присвоили название Партизанский, а в 1964 году в результате разукрупнения племзавода «Сухотинский» был восстановлен совхоз «Обильный» с центральной усадьбой в посёлке Партизанский. Указом Президиума Верховного Совета Калмыцкой АССР от 20 сентября 1966 года был образован Партизанский сельский Совет депутатов трудящихся, с включением в его состав посёлков Партизанский, Салвыр и Хайсан, а в 1991 году посёлку Партизанский по ходатайству его жителей было возвращено историческое присвоено название — посёлок Гашун-Бургуста

## Физико-географическая характеристика
Посёлок расположен в сухих степях на западе Кетченеровского района, в пределах Ергенинской возвышенности, являющейся частью Восточно-Европейская равнина, на левом берегу реки Гашун-Бургуста, на высоте 59 метров над уровнем моря. Рельеф местности холмисто-равнинный, имеет значительный уклон по направлению к реке Гашун-Бургуста. Почвы — светло-каштановые
По автомобильной дороге расстояние до столицы Калмыкии города Элиста составляет 120 км, до районного центра посёлка Кетченеры — 18 км. К посёлку имеется 4,5-км подъезд с щебневым покрытием от федеральной автодороги «Каспий» Р22 (подъезд к г. Элиста).
Климат
Климат резко континентальный, с жарким и засушливым летом и малоснежной ветреной, иногда со значительными холодами, зимой (согласно классификации климатов Кёппена-Гейгера — Dfa. Среднегодовая температура воздуха положительная и составляет + 9,2 °C, средняя температура самого холодного месяца января — 16,3 °C, самого жаркого месяца июля + 34,7 °C. Расчётная многолетняя норма осадков — 329 мм, наименьшее количество осадков выпадает в феврале, апреле (по 20 мм) и октябре (21 мм), наибольшее количество осадков выпадает в июне (38 мм).
Часовой пояс
Гашун-Бургуста, как и вся Республика Калмыкия, находится в часовой зоне МСК (московское время). Смещение применяемого времени относительно UTC составляет +3:00.

## Население
В конце 1980-х согласно топографической карте 1989 года в селе проживало около 3000 жителей.
| 2002 | 2010 | 2011 | 2012 | 2013 | 2014 | 2015 |
| ---- | ---- | ---- | ---- | ---- | ---- | ---- |
| 361  | ↗452 | ↘449 | ↗452 | ↘433 | ↗434 | ↗444 |
| 2016 | 2017 | 2018 | 2019 | 2020 | 2021 |      |
| ↘440 | ↘425 | ↘424 | ↘404 | →404 | →404 |      |

Национальный состав
Из 450 человек: калмыки —442,русские — 2, киргизы — 0, казахи — 6
Согласно результатам переписи 2002 года большинство населения посёлка составляли калмыки (97 %)
| Национальность | Численность (2010) | Процент |
| -------------- | ------------------ | ------- |
| Калмыки        | 412                | 91,2%   |
| Даргинцы       | 15                 | 3,3%    |
| Русские        | 12                 | 2,7%    |
| Казахи         | 9                  | 2%      |
| Кыргызы        | 4                  | 0,9%    |
| Всего          | 452                | 100%    |

## Инфраструктура
Застройка поселка одноэтажная, с большим количеством внутридворовых построек. Водопровод, канализация отсутствует, используются выгребы, надворные уборные. Отопление индивидуальное. Поселок газифицирован.

## Достопримечательности
- Ступа Просветления. Открыта 5 апреля 2007 года. Комплекс имеет необычную планировку. Состоит из семи ступ: шесть маленьких, две из которых у входа, и четыре на крыше основного субургана. Внутри большой молитвенный барабан — кюрде[27].